# Apple TV
Apple TV是一款由蘋果公司所設計、行銷和銷售的數位多媒體機上盒。它可用作播放来自iTunes Store/Apple TV+、Netflix、Disney+、YouTube、Flickr、MobileMe裡的線上内容，或是電腦上iTunes裡的多媒體檔案，並透過高解析度寬螢幕的電視機輸出影像。
蘋果公司在2006年9月首次推出此產品，並於次年3月開始出貨。最初版本的容量只有40 GB的硬碟，但在2個月之後蘋果再推出160GB的版本取代40 GB版本。
在2010年9月，蘋果公司發佈了第二代的Apple TV。第二代的體積大約是第一代的四分之一，而價格大約是第一代的三分之一。它可以從iTunes租賃影音內容，而且可以透過AirPlay播放電腦或是iOS裝置上的影片。新的版本沒有硬碟，但內建了8GB的快閃記憶體。新版本可以透過網上或本地連接獲得資源。
2012年3月，第三代 Apple TV 與iPad（第三代）一同發表，將原本的晶片Apple A4升級為Apple A5，記憶體也從原本的256MB提升至512MB。
2015年9月9日，第四代 Apple TV HD 與 iPad Pro 及 iPhone 一同發表，將原本的晶片 Apple A5 升級為Apple A8，遙控器多了音量控制跟Siri。
2017年9月12日，系列第五代的 Apple TV 4K（第一代）與 iPhone 一同發表，將原本的晶片Apple A8升級為Apple A10X Fusion。
2021年4月21日，系列第六代的 Apple TV 4K（第二代）與紫色 iPhone 12、AirTag、iMac、iPad Pro 一同發表，配備 Apple A12 Bionic 晶片，首次支援以 60影格播放 4K 解析度影片。此外，Siri Remote 也被重新設計。
2022年10月18日，系列第七代的 Apple TV 4K（第三代）、iPad（第十代）與採用M2晶片的iPad Pro 11吋（第4代）及iPad Pro 12.9吋（第6代）一同發表。此外，Siri Remote也被重新設計，改用USB Type-C為Siri Remote遙控器充電。

## 历史
Apple TV在2006年9月12日于加利福尼亚州旧金山的新闻发布会上初次亮相，当时的名字叫做iTV。苹果公司的CEO史蒂夫·乔布斯展示了使用了Apple Remote的前面板。业内专家把这个设备称作“iMac Mini”。乔布斯宣佈苹果公司将会在2007年1月9日举行的Macworld会议与博览会上开始接受对Apple TV的预订。
第一代Apple TV于2007年3月21日开始付运。苹果公司于2007年5月31日发行了160GB的版本，并于2009年9月14日停止了40GB版本的供应。
在2008年1月15日的Macworld会议与博览会上，乔布斯宣布了一次针对Apple TV的免費升级。該升级被称作“Take Two”。該次升級允许Apple TV直接从iTunes上租赁和购买内容，并且可以从MobileMe（現在已被iCloud取代）和Flickr下载播客和图片。变成一台不需要用Mac OS X或Windows上的iTunes将内容同步上去也能使用的独立设备。乔布斯说：“Apple TV被设计成了iTunes和电脑的配件。这并不是人们想要的。我们了解到了人们想要的是电影、电影、电影。”第二代的Apple TV亦在2010年9月1日的苹果新闻发布会上亮相。
第四代的Apple TV在2015年9月9日與iPad Pro與iPhone 6S一同發表。晶片從第三代的Apple A5升級為Apple A8。新增Siri遙控器遙控器多了音量控制和Siri，遙控器上半部改由觸控操作。
第五代的Apple TV 4K (第一代)，於2017年9月12日與iPhone 8、iPhone X一同發表，將原本的晶片Apple A8升級為Apple A10X，新增杜比全景聲。
第六代的Apple TV 4K (第二代)，於2021年4月21日與紫色 iPhone 12、AirTag、iMac、iPad Pro (第五代) 一同發表，將原本的晶片Apple A10X升級為Apple A12 Bionic，首次支援以 60 影格播放 4K 解析度影片。此外，Siri遙控器也被重新設計。
第七代的Apple TV 4K (第三代)，於2022年10月18日與iPad (第十代)與採用M2晶片的iPad Pro 11吋（第4代）及iPad Pro 12.9吋（第6代）一同發表。將原本的晶片Apple A12 Bionic升級為Apple A15 Bionic。此外Siri Remote被重新設計，改用USB Type-C為Siri Remote遙控器充電。

## 特點

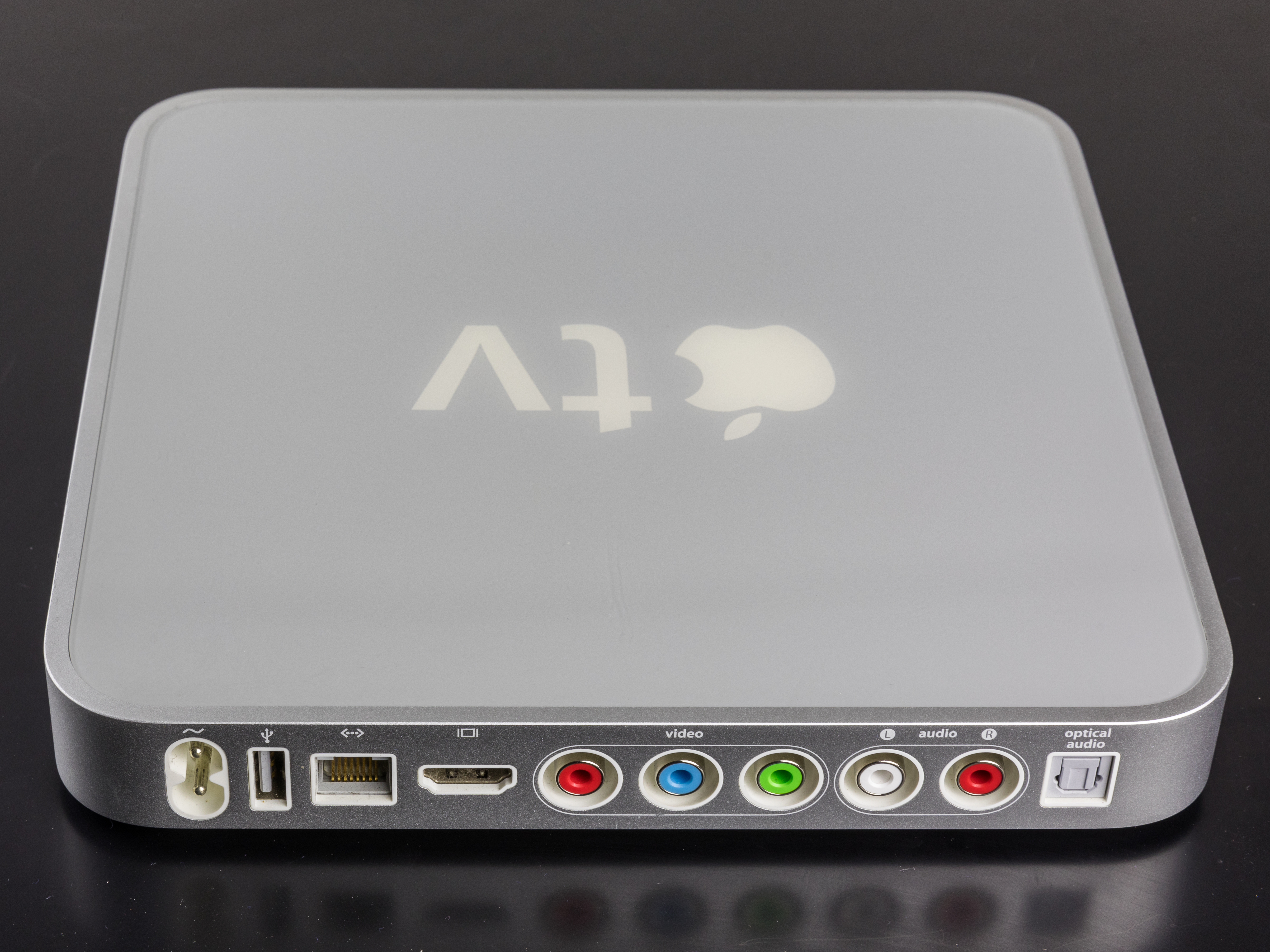
第一代背面的連接埠（由左至右）包含電源、USB-A、乙太網路、HDMI、色差端子、RCA立體音訊、光纖音訊。

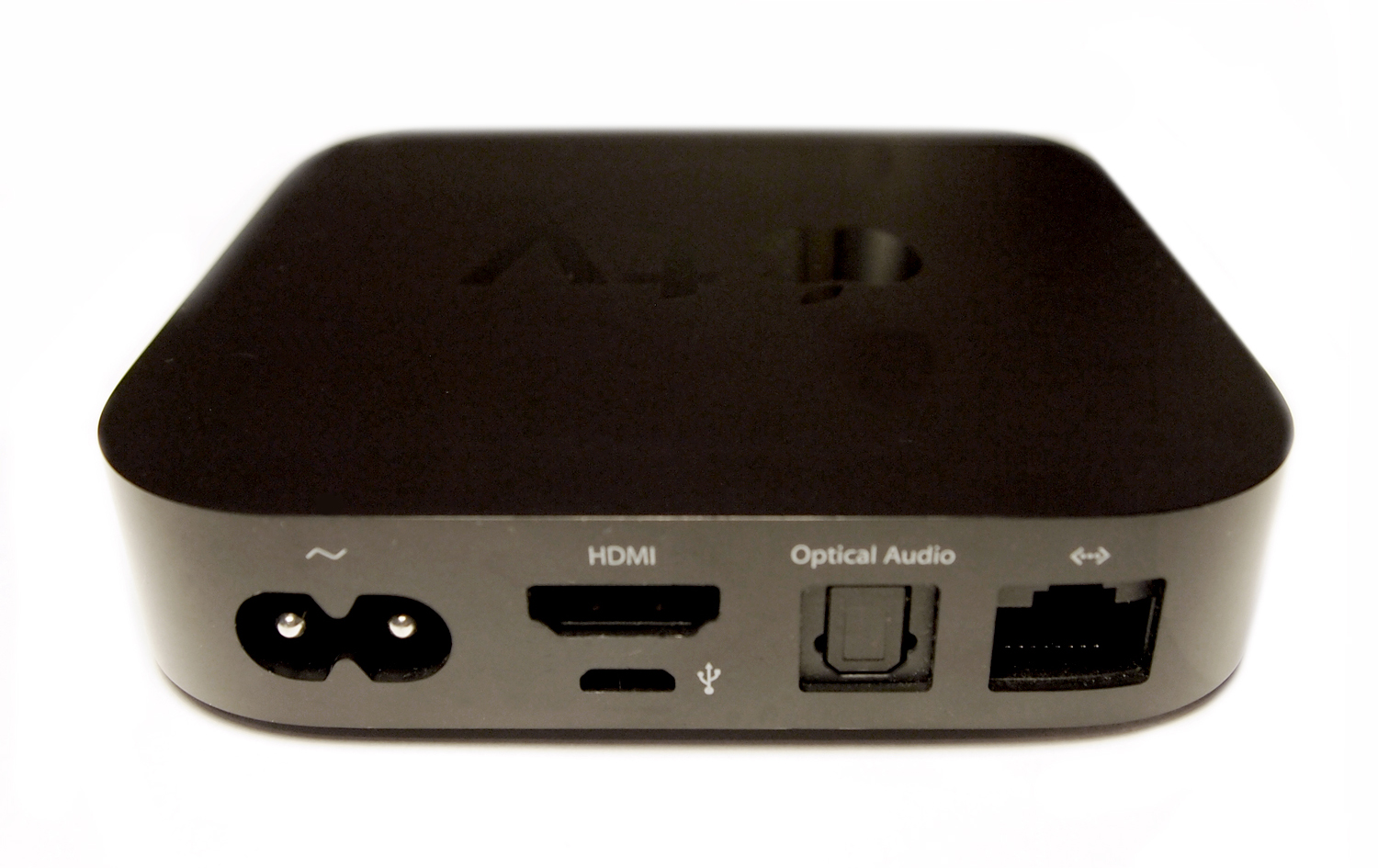
第二代背面的連接埠（由左至右）包含電源、HDMI（上）和USB(micro-B)（下）、光纖音訊、乙太網路。

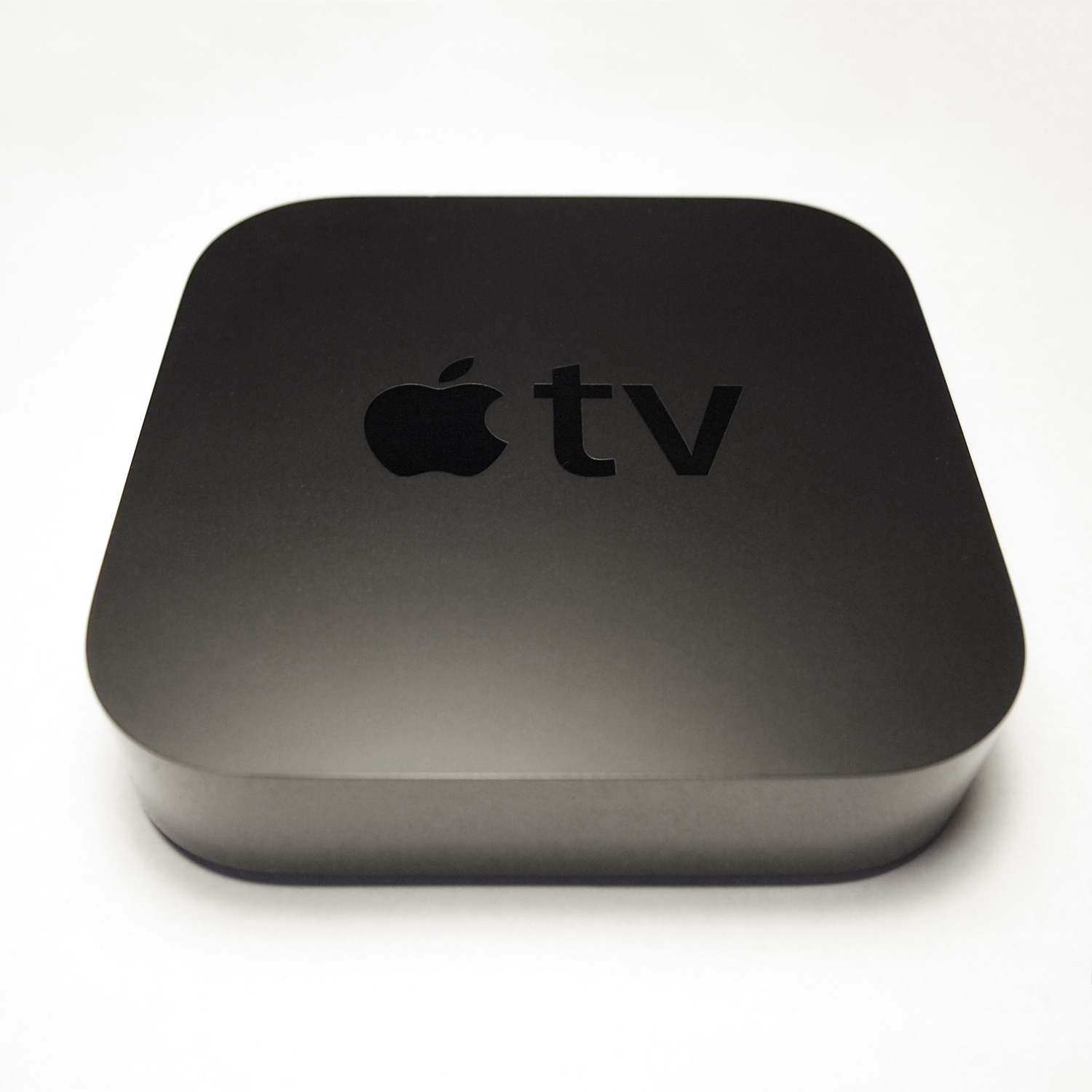
第二代正面

Apple TV以HDMI連接寬螢幕電視或其他視聽裝置，但包裝內除電源線外不附送任何線材，因此使用者必須自備HDMI或連接線。尽管早期的Apple TV僅支援增強或高解析度型的寬螢幕電視，但第三代Apple TV由於加入了A5晶片，因此目前已经可以播放1080p高畫質电影。音訊方面支援數位光纖及HDMI。該裝置可透過乙太網路或無線網路（802.11b,g,n）連接至使用者的電腦。USB連接埠則是用以診斷和服務的功能。Apple TV所配備的標準Apple Remote由於是一款通用型的遙控器，因此附有配對功能，以防止與其他Apple Remote產生衝突。

### 同步和串流
同步和串流的操作方式類似於其他iOS裝置。首先配對個人電腦裡的iTunes，然後將資料同步至Apple TV的硬碟裡。同步後，Apple TV不需保持網路連線狀態。同步模式包括「自動」同步iTunes所有內容（預設值），或以「選定的內容」來同步。但Apple TV不僅能以同步的方式儲存至硬碟，還能當作一部點對點的數位媒體接收器，可以經由網路串流和播放多媒體資料。Apple TV亦包括非正式的Wireless-n供串流720p的高解析度影片。
Practical Technology評論指，Apple TV內建的串流功能令裝置不再需要更大的儲存裝置。Macworld的克里斯布瑞恩說，如果Apple TV缺乏良好的串流能力、足夠的儲存空間和快速的同步過程，將是Apple TV的困擾。
Apple TV能串流最多五部電腦，或者五部Apple TV連接一部電腦。在單一網路下，iLouge的Jeremy Horwitz進行了一項測試，嘗試將兩部Apple TV，一部電腦、多部電腦和一部Apple TV、多部電腦與多部Apple TV連接起來，結果全部測試成功。不過Jeremy Horwitz指出，在同一時間內同步多部Apple TV可能會導致網路速度緩慢。

### 外觀和使用者介面
Apple TV以簡單的Front Row作為使用界面，並提供六個內置程式（電影、電視節目、YouTube、Podcast、照片），並且在第一頁選單讓使用者改變「設定」和「來源」選項或開啓其他子選單。Apple Remote可用來控制選單。按向上或向下按鈕來控制光棒移動，再按播放鍵確定。向左及向右按鈕在觀賞影片時，用來倒轉和快轉。播放音樂時，則是用來選擇上一首/下一首，但上下按鈕不能用來控制音量。
除了「電影」和「電視節目」，「電視節目」程式允許使用者以顯示內容或日期來分類。「電影」程式也允許使用者如Mac的Front Row般觀賞最新的電影預告片。所有視訊內容，包括電影、電視節目、音樂錄影帶及Video Podcast，皆附有書籤功能。Apple TV會自動記錄上一次的觀看記錄，並在下一次繼續播放。音樂程式中的分類類似於iOS中的Music應用程式，分為演出者、專輯、歌曲、歌曲類型及作曲者，並且提供隨機播放和有聲書功能。當選擇某一項項目時，專輯封面會在旁邊以動畫展示。當播放音樂或Podcast時，Apple TV會以翻轉的動畫來顯示專輯封面和資訊。
2007年6月20日，1.1版本的軟體更新增加了YouTube程式，同時也提供了家長監護功能，以限制YouTube的內容。在Podcast程式中，只有影片或音樂Podcast才能播放。TWIT和Leo Laporte指出，將Podcast的功能加入Apple TV提高了Podcast的重要性，並且會有更多的廠商願意製作與Apple TV相容的Podcast。在「設定」選項，使用者可以對機器與遙控器進行配對、更新軟體及設定視訊及音訊的功能。「來源」選項中，可以選擇與哪些電腦進行連接。不論是同步或串流，皆須要求使用者輸入配對密碼。

### 支援格式
所有的多媒體資料皆須以Apple TV支援的格式才能進行播放。它支援H.264視訊編碼，最高解析度達720p（1280Ｘ720）24 fps，而MPEG-4視訊解碼的最大解析度為432p（720Ｘ432）或640Ｘ480（30 fps）。音訊方面則支援AAC（16 至 320 kbit/s），MP3（16 至 320 kbit/s）、MP3 VBR，Apple Lossless、AIFF、WAV。它也支援數位版權保護技術。圖像則支援JPEG、BMP、GIF、TIFF和PNG。由於iTunes比Apple TV支援的檔案格式多，因此同步時有機會因為把不支援的內容同步了至Apple TV而產生錯誤訊息。
Apple TV可以連線至iTunes Store，並在「電影」、「電視節目」或「音樂」中，取得預告片或試聽歌曲。Apple TV也支援iTunes上免費的媒體（例如: Podcast），但不支援iOS遊戲。此外，雖然AirPort Express（另一種Apple的音訊播放產品）支援網路廣播功能，但Apple TV則沒此功能。
雖然Apple TV的音效晶片支援7.1環繞音效，但Apple TV官方支援的只有杜比專業邏輯音效（Dolby Pro Logic）模擬5.1聲道。QuickTime與Apple TV皆無法解碼AC-3、dts等音效，但仍可以透過光纖，以原始音訊的方式傳送至支援5.1聲道的擴大機，來產生5.1聲道的音效，不過從iTunes Store下載的媒體只支援至4.0環繞音效。
除了從iTunes Store獲取媒體之外，在Apple TV出貨前，蘋果又釋出QuickTime的更新版，此版本增加了「輸出至Apple TV」選項，能將原本不支援的媒體格式重新編碼為支援的格式。有些軟體也新增了此選項，例如iMovie。另外，有些第三方的轉換工具也支援「輸出至Apple TV」的功能，Macworld建立了一本指南，內容介紹了幾款轉換工具以及如何轉換至Apple TV所支援的格式。

## 规格

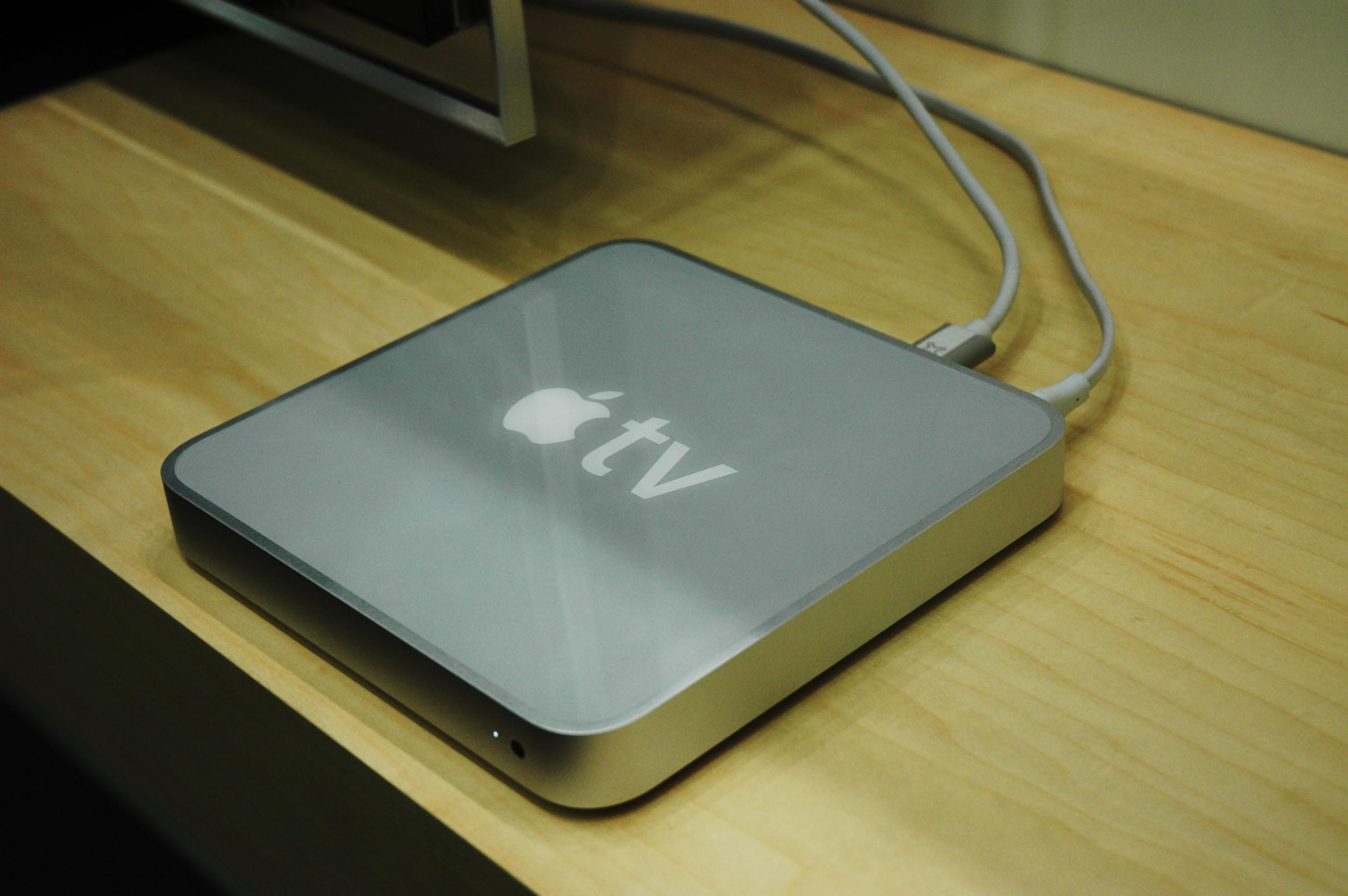
第一代的Apple TV

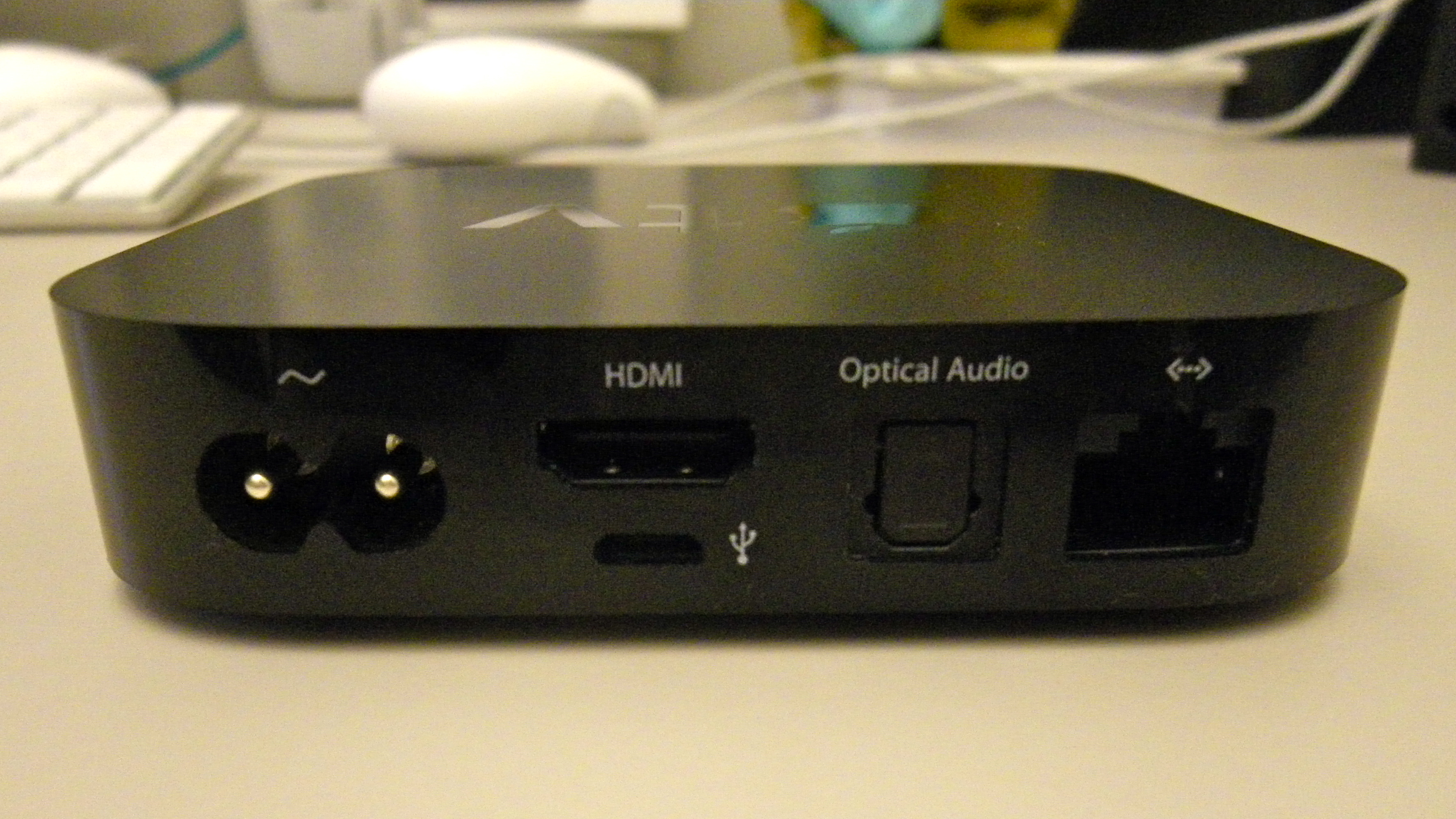
第二代Apple TV的背面

|  | Obsolete |  | Vintage |  | Discontinued |  | Current |

| 规格表   | 规格表                                                                 | 规格表                                                         | 规格表                                                          | 规格表                                                          | 规格表 | 规格表 | 规格表 |
| 型号     | 第一代                                                                 | 第二代                                                         | 第三代                                                          | 第四代                                                          | 4K (第一代) | 4K (第二代) | 4K (第三代) |
| -------- | ---------------------------------------------------------------------- | -------------------------------------------------------------- | --------------------------------------------------------------- | --------------------------------------------------------------- | --- | --- | --- |
| 发布日期 | 2006年9月12日                                                          | 2010年9月1日                                                   | 2012年3月7日                                                    | 2015年9月9日                                                    | 2017年9月12日 | 2021年5月21日 | 2022年11月4日 |
| 处理器   | 1 GHz Intel "Crofton" Pentium M                                        | Apple A4 (ARM Cortex-A8)                                       | Apple A5 (單核ARM Cortex-A9，乃一核心被關閉的雙核心版本)        | Apple A8（雙核）                                                | Apple A10X（六核） | Apple A12（六核） | Apple A15（六核, 禁用一個高效能核心）                                                                                               |
| 图形芯片 | Nvidia GeForce Go 7300 内建64 MBVRAM                                   | Apple A4 (PowerVR SGX535)                                      | Apple A5 (PowerVR SGX543MP2)                                    | Apple A8（PowerVR Series 6XT GX6450）                           | Apple A10X | Apple A12 | Apple A15 |
| 記憶體   | 256 MB 400 MHz DDR2 SDRAM                                              | 256 MB LPDDR2                                                  | 512 MB LPDDR2                                                   | 2 GB LPDDR3                                                     | 3 GB LPDDR4 | 3 GB LPDDR4 | 4GB LPDDR4 |
| 存储容量 | 40 或者 160 GB 硬盘                                                    | 8 GB 闪存作为快取記憶體                                        | 8 GB 闪存作为快取記憶體                                         | 32GB 或 64GB 快閃記憶體                                         | 32GB 或 64GB 快閃記憶體 | 32GB 或 64GB 快閃記憶體 | 64GB 或 128GB 快閃記憶體 |
| 连接性   | HDMI (未指定)                                                          | HDMI (未指定)                                                  | HDMI (未指定)                                                   | HDMI 1.4                                                        | HDMI 2.0a | HDMI 2.1 | HDMI 2.1 |
| 连接性   | 色差端子                                                               | 無                                                             | 無                                                              | 無                                                              | 無 | 無 | 無 |
| 连接性   | 光纤音频                                                               | 光纤音频                                                       | 光纤音频                                                        | 無                                                              | 無 | 無 | 無 |
| 连接性   | USB 2.0 (默认只能用于诊断，但经过破解后可以连接硬盘、鼠标和键盘)       | Micro-USB(為診斷預留)                                          | Micro-USB(為診斷預留)                                           | USB-C(僅供診斷及開發人員使用)                                   | 乙太網路內藏Lightning(用於診斷服務)                                                                                                 | 無 | 無 |
| 连接性   | 無                                                                     | 無                                                             | 無                                                              | 無                                                              | 為Siri遙控器充電的Thread | 為Siri遙控器充電的Thread | 為Siri充電的USB-C |
| 连接性   | Wi-Fi 4 (802.11b/g 和 n草案标准)                                       | Wi-Fi 4 (802.11b/g 和 n草案标准)                               | Wi-Fi 4 (802.11b/g/n)                                           | Wi-Fi 5 (802.11b/g/n/ac)                                        | Wi-Fi 5 (802.11b/g/n/ac) | Wi-Fi 6 (802.11b/g/n/ac/ax) | Wi-Fi 6 (802.11b/g/n/ac/ax) |
| 连接性   | 10/100乙太网路                                                         | 10/100乙太网路                                                 | 10/100乙太网路                                                  | 10/100乙太网路                                                  | Gigabit 乙太網 | Gigabit 乙太網 | Gigabit 乙太網(僅128G型號) |
| 连接性   | 無                                                                     | 藍牙2.0+EDR(僅支援連接鍵盤)                                    | 藍牙4.0(僅支援連接鍵盤)                                         | 藍牙4.0                                                         | 藍牙5.0 | 藍牙5.0 | 藍牙5.0 |
| 连接性   | 紅外線接收器                                                           |                                                                |                                                                 |                                                                 | | | |
| 视频     | 720p 60/50Hz(NTSC/PAL), 576p50Hz (PAL), 480p 60Hz (480i非官方支援60Hz) | 720p, 576p, 480p                                               | 1080p/1080i/720p/576p/480p HDMI輸出，支援HDCP，兼容色彩平衡处理 | 1080p/1080i/720p/576p/480p HDMI輸出，支援HDCP，兼容色彩平衡处理 | 4K、HDR、H.264/HEVC SDR 影片最高可達 2160p、HEVC Dolby Vision (Profile 5)/HDR10 (Main 10 Profile) 最高可達 2160p， 兼容色彩平衡处理 | 4K、HDR、H.264/HEVC SDR 影片最高可達 2160p、HEVC Dolby Vision (Profile 5)/HDR10 (Main 10 Profile) 最高可達 2160p， 兼容色彩平衡处理 | 4K、HDR、H.264/HEVC SDR 影片最高可達 2160p、HEVC Dolby Vision (Profile 5)/HDR10 (Main 10 Profile) 最高可達 2160p， 兼容色彩平衡处理 |
|          | SDR                                                                    | SDR                                                            | SDR                                                             | SDR                                                             | SDR, HDR10, 杜比新視界 | SDR, HDR10, 杜比新視界 | SDR, HDR10+, 杜比新視界 |
| 音频     | 光纤音频, HDMI, RCA模拟立体声                                          | 光纤音频, HDMI                                                 | 光纤音频, HDMI                                                  | HDMI-CEC, AirPlay, 藍牙                                         | HDMI-CEC, AirPlay, 藍牙 | HDMI-CEC, AirPlay, 藍牙 | HDMI-CEC, AirPlay, 藍牙 |
| 电源     | 内建通用48W电源                                                        | 内建6W电源                                                     | 内建6W电源                                                      | 内建11W电源                                                     | 内建13W电源 | 内建13W电源 | 内建电源 |
| 尺寸     | 7.7英寸（200 mm） (w) 7.7英寸（200 mm） (d) 1.1英寸（28 mm） (h)       | 3.9英寸（99 mm） (w) 3.9英寸（99 mm） (d) 0.9英寸（23 mm） (h) | 3.9英寸（99 mm） (w) 3.9英寸（99 mm） (d) 0.9英寸（23 mm） (h)  | 3.9英寸（99 mm） (w) 3.9英寸（99 mm） (d) 1.4英寸（36 mm） (h)  | 3.9英寸（99 mm） (w) 3.9英寸（99 mm） (d) 1.4英寸（36 mm） (h)                                                                      | 3.9英寸（99 mm） (w) 3.9英寸（99 mm） (d) 1.4英寸（36 mm） (h)                                                                      | 3.66英寸（93 mm） (w) 3.66英寸（93 mm） (d) 1.2英寸（30 mm） (h)                                                                    |
| 重量     | 1.1（2.4磅）                                                           | 260 g（9.2 oz）                                                | 260 g（9.2 oz）                                                 | 430 g（15 oz）                                                  | 430 g（15 oz） | 430 g（15 oz） | 210 g（7.4 oz） |
| 操作系统 | Mac OS X v10.4（修改版本）                                             | iOS 4.1                                                        | iOS 5.1                                                         | tvOS 9.0 (based on iOS 9)                                       | tvOS 11 | tvOS 14.5 | tvOS 16.0 |

## 修改
Apple TV發佈後，某些使用者即開始著手研究其是否可以修改（即類似iOS的越獄）。在Apple TV開售之後幾天就已出現了修改的方法。Apple默許使用者修改Apple TV，但一經修改保固便會失效，除非將其恢復至出廠預設值。
某些新聞網站報導了如何讓使用者自行將Apple TV更換更大空間的硬碟、植入AC-3（Dolby Digital）5.1聲道解碼器、增加其他解碼器、Back Row等附加元件。appletvhacks.net和fatwallet.com網站提供1000元美金，以獎勵使用者開發出啟動Apple TV的USB插槽連接其他外接裝置的功能。2007年7月28日，USB修改者發佈了1.0版本的Apple TV軟體，但是此版本無法提供1.1版本的YouTube功能。
經過修改，使用者可以經由SSH來控制Apple TV、在其他Mac上安裝Back Row，以及在Apple TV上安裝標準的Mac OS X或Linux。
Apple TV 在1.1版本將所有的漏洞全數移除，雖然Apple TV仍然可以再次修改，但支援遠端遙控的元件如remotemanagement、applefilesever等皆被去除。6月底，修改者又再度將之前失去的功能修補回來。“安全更新”的選項讓使用者自行決定是否升級Apple TV 1.1版本更新，以保留網路功能。

## 限制

### 功能
Apple TV只能由家用電腦的iTunes來購買iTunes Store上商品，因此該限制的存在引起了許多人的關注。雖然Apple TV使用者可以透過網際網路觀看YouTube影片及電影預告片，但假若想得到購買影片、音樂等的功能就只能透過電腦上的iTunes進行操作。一些競爭對手的產品可以直接經由網際網路下載電影，但Apple TV的使用者卻無法由機器購買任何iTunes Store上的商品。
有些使用者亦希望Apple TV能提供個人數位錄影功能，但雖然Apple TV並不提供電視選台器，使用者仍然可以透過第三方軟體將選台器及個人數位錄影機連接至家用電腦。PVR軟體可將其連接至iTunes，打開HDTV錄製清單並在Apple TV上播放。
有些使用者認為Back Row使用界面缺少了iTunes的標準功能，包括評分項目、從多部電腦同步、隨機播放、停止隨機播放、顯示影片時間軸、網路廣播功能和iOS遊戲等基礎功能。

### 元件
Apple TV是一個帶有限制的媒體播放機。雖然Apple TV支援與iOS裝置相同的MP4和H.264解碼器，亦可以利用轉換工具重新把媒體編碼，但須花費大量的時間來進行“失真”的轉換。由於iTunes或Apple TV皆無法輸出AC-3音效格式，因此Apple TV無法支援5.1聲道音效。但從Apple TV的「take 2」起，Dolby Digital 5.1環繞音效正式受官方支援，環繞音效可經由光纖傳送至擴大機進行解碼。
Apple TV所提供的影片解析度也是其中一個焦點。以前在Apple TV上播放1080i或1080p的高清影片時必須降低解析度，但現已可透過Video Podcast來取得在iTunes Store上的720p高解析度影片。

### 硬體
Apple TV雖然無法在傳統電視機上使用，但只要電視機支援色差輸入，仍然可以透過色差端子來獲得非正式480i的支援。RCA／AV端子／R/RF端子皆不受Apple TV的支援。評論家指出「Apple已經預先準備未來，也許你現在沒有高解析度電視，但將來你一定會有」。
有些使用者認為Apple TV應該增加由Apple Remote來控制音量的功能。Apple Remote能控制Mac上Front Row的音量，但卻無法在Apple TV上得到同樣的功能。目前Universal Remote已可支援Apple TV並控制音量。
Apple TV僅附有一條電源線，有些使用者認為應附有音訊／視訊連接線。其他使用者則認為Apple TV有太多的連接選擇去支援視訊線材，因此Apple將透過第三方供應商提供使用者較廉價的視訊線材。
Apple TV亦提供USB插口，但就保留了許多功能，似乎僅保留給服務診斷之用。有些使用者認為USB應該開放給外接裝置使用，但透過串流的方式連接至電腦上iTunes或USB的內容也能解決問題。
Apple TV在運行時會產生高熱，有時甚至能達到攝氏44度（華氏110度）。蘋果表示此為正常現象，因為Apple TV是設計為安靜模式運作。有些使用者建議將機器放於通風良好的場所，不使用時則將之切換為睡眠模式，以節省用電量和減低熱力。

### iTunes/TV和QuickTime支援
除了YouTube和電影預告片，Apple TV必須經由iTunes（舊版本）/TV（新版本）來獲得主要媒體來源。從iTunes Store所購買的或者從Apple TV+上觀看的影片，包含了描述、內容簡介、評分等資訊標籤，這些資訊於Apple TV中亦可顯示，但是必須以第三方工具軟體來編輯資訊標籤。iTunes提供CD匯入功能，但DVD則必須透過第三方工具軟體來達成。
某些使用者提到，在QuickTime中的“輸出至Apple TV”選項運作緩慢，不過可以透過與QuickTime相容的硬體編／解碼器來加速性能。

### 過去的缺陷
2007年3月，測試人員發現Apple TV缺乏支援外接式儲存裝置的功能，40GB的容量很容易就讓使用者用罄。因此，2007年5月下旬，Apple推出了160GB版本的Apple TV。另外，過去Apple TV曾經限制照片同步，但此問題已於2007年6月的iTunes升級時修正。

### 地区差异
使用中国大陆地区的 Apple ID 登录时，Apple TV 将没有 App Store ，无法下载新的 App。同时预装的 Apple Music 也不会显示，即使该 Apple ID 已经订阅了中国大陆地区的 Apple Music 亦无法使用相关功能。但是，若先用其他地区的 Apple ID 登录，并在 APP Store 下载第三方 APP，再切换回中国大陆地区的 Apple ID，则已下载的第三方 APP 仍会保留。

## 銷售
2007年1月，第一週的預購銷售量為Apple Store的第一名，截至1月底，預購量已超過十萬部。至2007年的holiday reason，Apple TV已賣出了100萬部。分析師認為Apple TV已具有“DVD殺手”的能力，因為它能提供各式各樣的服務，分析家還預測，Apple TV在第一年也許能售出多達150萬部。
Forrester預估，有線電視公司將會是媒體提供市場裡最大的贏家。不久之後，Apple發佈Youtube的新功能，Jobs說明Apple TV為“網路上的DVD播放器”。分析師也感覺到Youtube為Apple TV帶來的無窮潛力和演變。總體而言，分析師對於Apple TV的反應不一。